# Valeriana supina
Valeriana supina es una especie de planta con flores perteneciente a la antigua familia Valerianaceae, ahora subfamilia Valerianoideae.

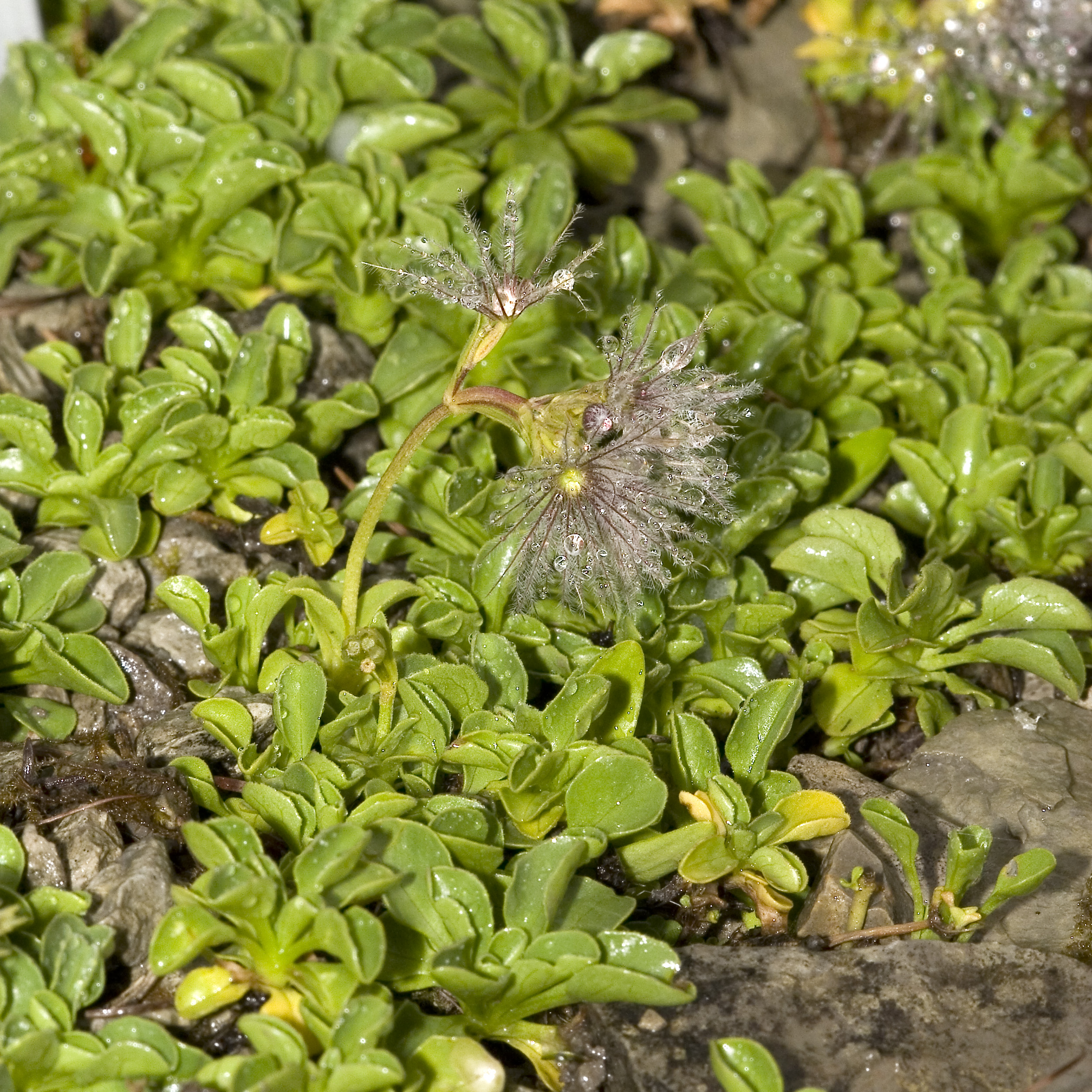
Vista de la planta

## Distribución geográfica
Se encuentra exclusivamente en los Alpes orientales (hasta Graubünden), y por lo general a altitudes de entre 1500 - 2800 m s. n. m. Donde prefiere la piedra caliza. En Austria, se encuentra dispersa en las provincias de Estiria, Carintia, Salzburgo, Tirol y Vorarlberg. En Alta Austria, sólo en el Dachstein.

## Descripción
El hábito de esta especie es muy diferente de la de los demás valerianas. Tiene como un estolón horizontal creciente donde brotan ramas de 5-10 cm de alto. Esto lo hace con un cojín bajo que se expande generalmente de 10 a 30 cm de diámetro. Las flores son de color rosa pálido  con cerca de 5 mm de longitud de su corona que se encuentran en apretadas inflorescencias. Las hojas son siempre ovadas con la parte superior  más ancha que la parte inferior.  La mayoría son los bordes de las hojas tienen forma de U doblada hacia arriba.  Su época de floración es de julio a agosto.

## Taxonomía
Valeriana supina fue descrita por Pietro Arduino y publicado en Animadversionum Botanicarum Specimen Alterum 13. 1764.
Etimología
Valeriana: nombre genérico derivado del latín medieval ya sea en referencia a los nombres de Valerio (que era un nombre bastante común en Roma, Publio Valerio Publícola es el nombre de un cónsul en los primeros años de la República), o a la provincia de Valeria, una provincia del imperio romano,  o con la palabra valere, "para estar sano y fuerte" de su uso en la medicina popular para el tratamiento del nerviosismo y la histeria.
supina: epíteto latino que significa "acostada".